# Manuel Chrysoloras
 (février 2019).
Si vous disposez d'ouvrages ou d'articles de référence ou si vous connaissez des sites web de qualité traitant du thème abordé ici, merci de compléter l'article en donnant les références utiles à sa vérifiabilité et en les liant à la section « Notes et références ».
Manuel (ou Emmanuel) Chrysoloras, né à Constantinople vers 1355, mort à Constance le 15 septembre 1415, est un humaniste byzantin, l'un des introducteurs de la culture grecque en Italie au début de la Renaissance.

## Biographie
Il se rendit pour la première fois en Italie, à Venise, en 1390-1391, en compagnie de Démétrios Cydonès, et y fut renvoyé en ambassade par l'empereur Manuel II au moment du siège de la capitale impériale par le sultan ottoman Bayezid Ier à l'automne 1394, pour demander du renfort. Il revint une troisième fois à Venise à l'automne 1396, à nouveau en compagnie de Démétrios Cydonès, mais alors que ce dernier, très âgé, repartait bientôt vers la Crète, Chrysoloras se rendit à Florence, où il arriva le 2 février 1397, à l'invitation du gouvernement de la cité (lettre du 28 mars 1396, envoyée à l'instigation du chancelier humaniste Coluccio Salutati : il y devenait professeur de grec avec un contrat de cinq ans et un salaire très élevé de 150 florins, portés à 250 l'année suivante). Mais le 10 mars 1400, il rompit le contrat et quitta Florence, sans aucun doute pour accueillir l'empereur Manuel II, qui débarqua à Venise en mars ou avril ; il passa prendre son neveu Jean qui se trouvait à Pise. Les trois années suivantes, tandis que l'empereur se rendait en France et en Angleterre, il séjourna à Milan et en Italie du nord.
Il rentra à Constantinople, sans doute avec l'empereur, au printemps 1403, mais en décembre 1404 il était de retour à Venise comme envoyé de Manuel II. Vers la fin de 1405, de nouveau à Constantinople, il sollicita du pape Innocent VII un indult lui permettant d'être ordonné prêtre selon le rite romain et de célébrer la messe en grec, ce qui lui fut accordé le 19 février 1406 ; il officialisait ainsi son ralliement au catholicisme, mais ne fut en fait jamais ordonné prêtre. Vers le début de 1406, il séjourna à nouveau à Venise et à Padoue. Pendant cette période, de 1403 à 1408, il logea chez lui à Constantinople son disciple italien Guarino da Verona, venu se former à la culture grecque, et qui garda de ce séjour un souvenir enthousiaste.
Vers la fin de 1407, il entreprit, pour le compte de l'empereur Manuel, un long voyage diplomatique en Occident qui le conduisit notamment à Paris et à Londres ; au nom de l'empereur, il offrit à l'abbaye de Saint-Denis un manuscrit richement enluminé des traités du Pseudo-Denys l'Aréopagite contenant un portrait de Manuel II et de sa famille et une inscription de Chrysoloras (actuellement aux Objets d'art du Louvre, salles du Trésor de Saint-Denis, inv. MR 416). En mai-juin 1410, il était à la cour du pape Jean XXIII, qui venait d'être élu, à Bologne. Ensuite il regagna Constantinople, mais était de retour en Italie en avril 1411 : il accompagna Jean XXIII à Rome, que ce pape avait reprise à Ladislas de Naples avec l'aide de Louis II d'Anjou, et y passa les deux années suivantes. Fin 1413, il se joignit à une délégation de cardinaux envoyée par Jean XXIII pour négocier l'organisation d'un concile œcuménique avec l'empereur germanique Sigismond ; la rencontre eut lieu à Lugano, et la ville de Constance fut choisie pour abriter le concile ; Chrysoloras, mentionné dans la bulle de convocation, devait y représenter l'Église grecque.
Peut-être après un rapide voyage à Thessalonique où il aurait rencontré une dernière fois Manuel II, il accompagna Jean XXIII au concile à l'automne 1414, et mourut à Constance pendant son déroulement. Il fut inhumé dans le couvent dominicain de la ville. Sa mort donna lieu à une série d'essais commémoratifs que son disciple Guarino da Verona réunit en un recueil intitulé Chrysolorina.

## Œuvre
Il est l'auteur d'une célèbre grammaire du grec, intitulée Questions (Ἐρωτήματα), imprimée d'abord à Florence en 1484, puis à Paris (par Gilles de Gourmont) en 1507, et à Ferrare en 1509, et dans laquelle les humanistes comme Érasme apprirent le grec; la présentation sous forme de questions-réponses était traditionnelle, mais il y innove notamment dans l'exposition des déclinaisons nominales. Il a traduit l'Odyssée et la République de Platon en latin, et inversement des prières liturgiques latines en grec. Il est également l'auteur des Epistulæ tres de comparatione veteris et novæ Romæ (Trois lettres sur la comparaison de l'ancienne et de la nouvelle Rome); d'un discours à Manuel II; d'un petit traité sur la procession du Saint-Esprit (point de désaccord entre les Églises grecque et latine). On garde de lui douze lettres (notamment avec deux membres de sa parenté, Jean et Démétrios, et avec des Italiens). Il initia à la littérature grecque toute une génération d'humanistes italiens: Coluccio Salutati, Leonardo Bruni, Jacopo d'Angelo da Scarperia, Guarino da Verona, Roberto de' Rossi, Carlo Marsuppini, Pier Paolo Vergerio, Uberto et Pietro Candido Decembrio, Ambrogio Traversari, Gian Francesco Poggio Bracciolini...